# Pichhore
Pichhore is een nagar panchayat (plaats) in het district Gwalior van de Indiase staat Madhya Pradesh. 

## Demografie
Volgens de Indiase volkstelling van 2001 wonen er 11.725 mensen in Pichhore, waarvan 53% mannelijk en 47% vrouwelijk is. De plaats heeft een alfabetiseringsgraad van 52%. 